# Eidgenössisches Fähigkeitszeugnis

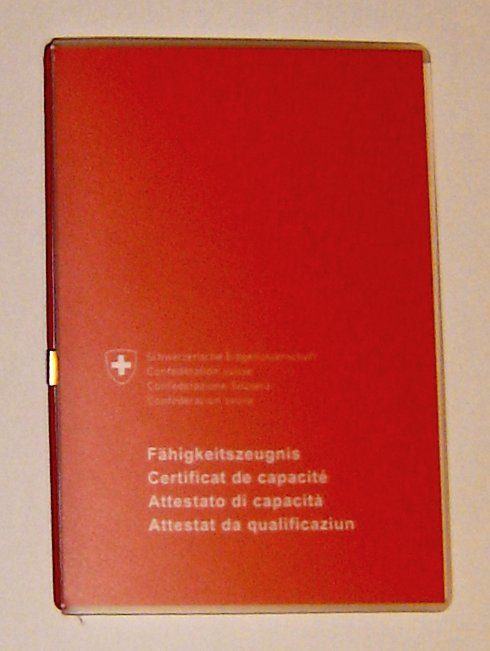
Mäpplein, in dem Fähigkeitszeugnis und Notenausweis ausgehändigt werden

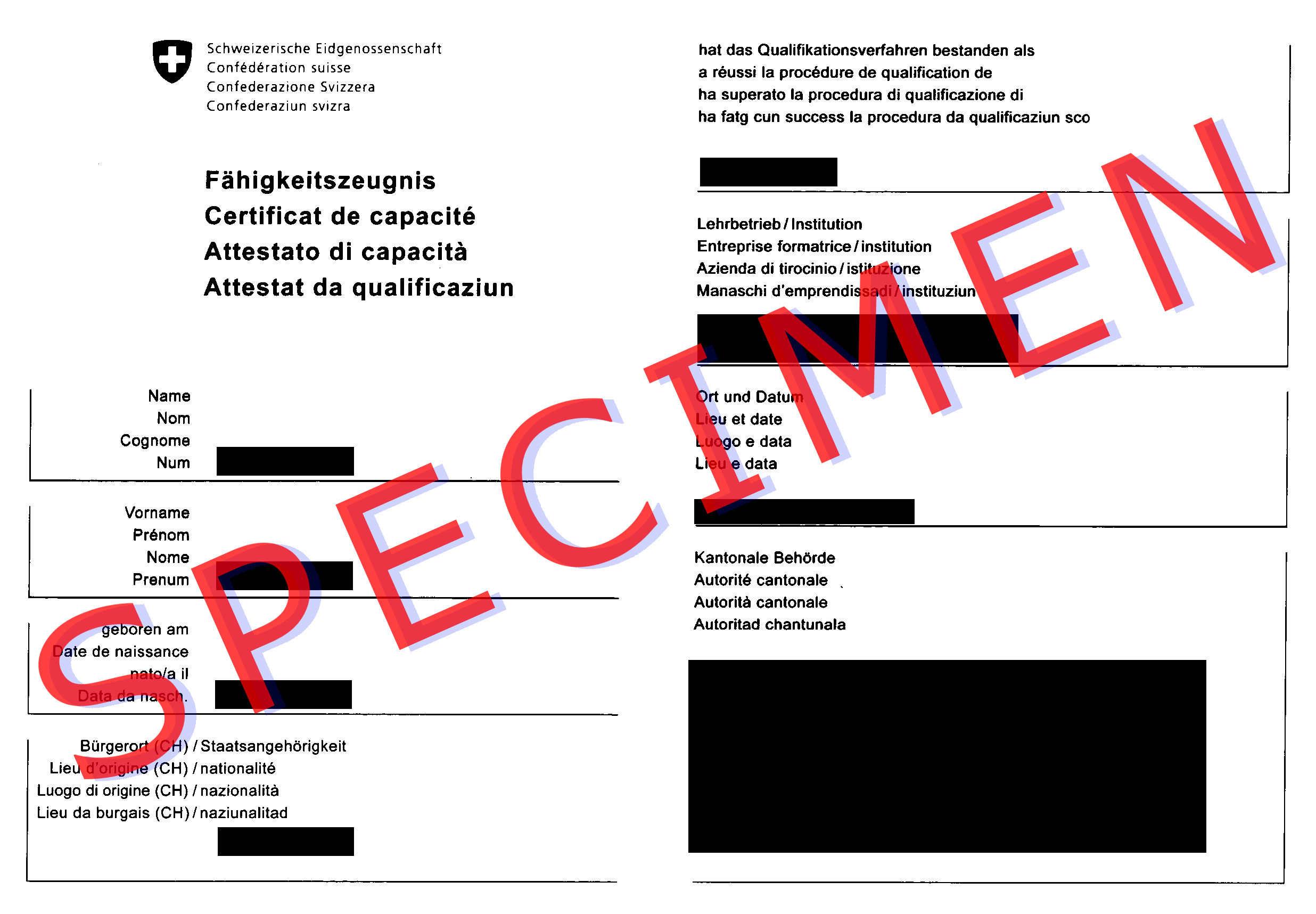
Eidgenössisches Fähigkeitszeugnis

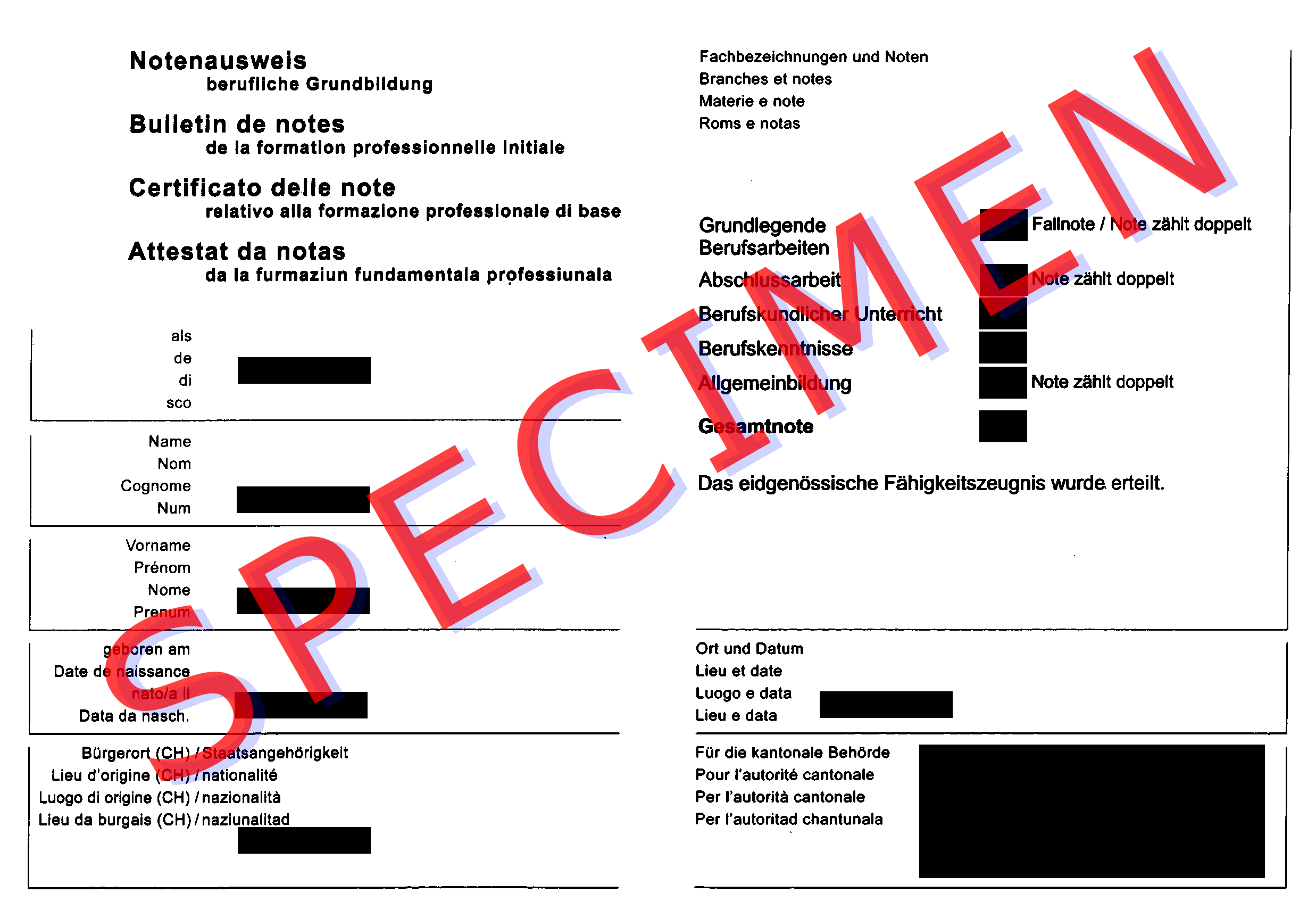
Notenausweis zum Eidgenössischen Fähigkeitszeugnis

Das Eidgenössische Fähigkeitszeugnis (EFZ; französisch Certificat fédéral de capacité (CFC), italienisch Attestato federale di capacità (AFC), rätoromanisch Attestat federal da qualificaziun (AFQ)) ist der Berufsausweis für Lehrlinge nach erfolgreichem Abschluss einer drei- oder vierjährigen Lehre in der Schweiz. Früher gab es auch zweijährige Lehren mit Fähigkeitszeugnis.

## Abschlussprüfung
Im Qualifikationsverfahren werden die Fähigkeiten und Fertigkeiten des Berufslernenden überprüft: Es müssen sowohl bei den im Betrieb erarbeiteten beruflichen Kenntnissen als auch im ÜK (überbetriebliche Kurse) und Allgemeinbildung der Berufsfachschule jeweils mindestens 50 Prozent erreicht werden.
Während der Ausbildung kann die Berufsmaturität nebenbei gemacht werden oder man kann sie nach der Lehre nachholen.
Das Fähigkeitszeugnis kann in Zukunft mit entsprechenden Praxisanteilen auch in der Wirtschaftsmittelschule (kaufmännische Vollzeitausbildung) und in der Fachmittelschule (Allgemeinbildende Vollzeitausbildung) erworben werden. Zweijährige Grundbildungen schliessen mit einem Berufsattest ab.
Das Eidgenössische Fähigkeitszeugnis selbst wird nach bestandener Lehrabschlussprüfung von den kantonalen Behörden ausgestellt.
Das Dokument ist im DIN-A5-Format; der Notenausweis ist ein eigenes Dokument. Dadurch kann das eigentliche Fähigkeitszeugnis ohne Notenausweis geführt werden. Der Notenausweis kann jedoch nicht ohne Fähigkeitszeugnis geführt werden.

## Entsprechung

### Liechtenstein
Die Berufsbezeichnungen in Liechtenstein entsprechen jenen der Schweiz. Seit 2008 werden die Abschlusszeugnisse drei- und vierjähriger Lehren als Fähigkeitszeugnis (FZ) bezeichnet. Sie entsprechen dem Eidgenössischen Fähigkeitszeugnis (EFZ) in der Schweiz. Die beiden Länder anerkennen ihre Berufsabschlüsse gegenseitig. Nur in Liechtenstein, nicht aber in der Schweiz wird die Berufslehre als Werkstofftechniker/in (FZ) angeboten.

### Deutschland
Dem Eidgenössischen Fähigkeitszeugnis entspricht in Deutschland der Gesellenbrief, der Facharbeiterbrief beziehungsweise das IHK-Prüfungszeugnis.